# Cymodusopsis macdunnoughi
Cymodusopsis macdunnoughi là một loài tò vò trong họ Ichneumonidae.